# Celtic Tree
Celtic Tree – polski zespół z nurtu folkowego, powstały w 2005 roku w Toruniu. 

Jego styl muzyczny jest konglomeratem muzyki celtyckiej, piosenka poetyckiej i autorskiej z domieszką tradycji wywodzącej się z piosenki turystycznej.

## Historia
Założycielem grupy jest nagradzany na festiwalach piosenki studenckiej i turystycznej pieśniarz, gitarzysta i autor piosenek Tomasz Fojgt, występujący wcześniej w prowadzonych przez siebie formacjach After Szklanka i Enigma – mocno związany również z projektem W górach jest wszystko co kocham.
Repertuar Celtic Tree stanowią zarówno irlandzkie utwory taneczne, pieśni drogi, starodawne ballady i krotochwile, jak i piosenki autorskie oraz tradycyjne pieśni w wiernym tłumaczeniu na język polski. 
W roku 2012 dwie piosenki zespołu (Szczęście i Cuda) ukazały się na składance W górach jest wszystko, co kocham cz. VIII. W marcu 2014 r. miała miejsce premiera jego debiutanckiego albumu zatytułowanego Listki, który zajął V miejsce w konkursie Wirtualne Gęśle za rok 2014. W marcu 2017 roku ukazała się druga płyta formacji pt. Wiatr i Deszcz.

## Dyskografia

### Albumy
- 2014: Listki (CD, Auditor-Sollers Sp. z o.o.)
- 2017: Wiatr i Deszcz (CD, Auditor-Sollers Sp. z o.o.)

### Kompilacja
- 2012: W górach jest wszystko co kocham cz. VIII (CD, W górach)

## Obecny skład zespołu
- Renata „Iri” Matuszkiewicz – śpiew
- Agnieszka Kalisz-Dzik – śpiew, skrzypce
- Tomasz Fojgt – śpiew, gitara akustyczna, irish buzuki, mandolina, gitara basowa bezprogowa, inżynieria dźwięku
- Jakub Szczygieł – tin whistle, low whistle, flet poprzeczny
- Paweł Rewucki – bodhrán, udu, instrumenty perkusyjne